# Jimmy Shea
James Edmund „Jim” Shea, Jr. (ur. 10 czerwca 1968 w West Hartford) – amerykański skeletonista, mistrz olimpijski i trzykrotny medalista mistrzostw świata.

## Kariera
Pochodzi ze sportowej rodziny. Jest wnukiem Jacka, łyżwiarza szybkiego, dwukrotnego mistrza olimpijskiego z ZIO 1932, oraz synem Jamesa seniora, narciarza klasycznego (biegacza i kombinatora), uczestnika ZIO 1964. Początkowo był bobsleistą. W 1997 roku zdobył srebrny medal podczas mistrzostw świata w Lake Placid. Rozdzielił tam na podium Kanadyjczyka Ryana Davenporta i swego rodaka, Chrisa Soule’a. Dwa lata później jako pierwszy Amerykanin zdobył mistrzostwo świata w skeletonie, zwyciężając na mistrzostwach świata w Altenbergu. Wywalczył również brązowy medal na rozgrywanych rok później mistrzostwach świata w Igls, gdzie wyprzedzili go tylko Niemiec Andy Böhme i Gregor Stähli ze Szwajcarii.
Również jako pierwszy Amerykanin odniósł zwycięstwo w zawodach Pucharu Świata, czego dokonał 16 grudnia 2000 roku w La Plagne. W kolejnych latach wielokrotnie stawał na podium zawodów tego cyklu, najlepsze wyniki osiągając w sezonach 1998/1999 i 2000/2001, kiedy zajmował trzecie miejsce w klasyfikacji generalnej.
W 2002 roku zdobył złoto podczas igrzysk olimpijskich w Salt Lake City, kiedy skeleton po kilkudziesięciu latach przerwy powrócił do rodziny sportów olimpijskich. Wyprzedził tam Austriaka Martina Rettla i Gregora Stähliego. Był to jego jedyny start olimpijski. Shea składał w imieniu zawodników ślubowanie olimpijskie, kontynuując tradycję rodzinną – 70 lat wcześniej ślubowanie składał jego dziadek. Jack Shea nie dożył złota olimpijskiego wnuka, bowiem miesiąc przed igrzyskami w Salt Lake City zginął w wypadku drogowym.
Jimmy Shea zakończył karierę sportową w październiku 2005 roku.